# إلياس إيرل
إلياس إيرل (بالإنجليزية: Elias Earle) هو سياسي أمريكي، ولد في 19 يونيو 1762 في الولايات المتحدة، وتوفي في 19 مايو 1823 في نفس البلد. حزبياً، نشط في الحزب الجمهوري الديمقراطي. وقد انتخب عضو مجلس نواب كارولاينا الجنوبية وانتخب عضو مجلس ولاية كارولاينا الجنوبية وانتخب عضو مجلس النواب الأمريكي.